# Логичка симулација
Логичка симулација је употреба рачунарске симулације за предвиђање понашања дигиталних кола и описних хардверских језика. Симулација се може извршити на различитим степенима физичке апстракције, као на пример на нивоу транзистора, на нивоу улазних кола, на регистарско-трансферском нивоу (РТН), електронском нивоу (ЕН) или на нивоу понашања. 

## Користи у провери
Логика симулација се може користити као део верификације процеса пројектовања опреме.
Симулација има предност обезбеђивања фамилијарног изгледа и осећаја на кориснике, да је направљена од истог језика и симбола који се користи у дизајну. Омогућавајући кориснику да директно комуницира са дизајном, симулација је природан начин за дизајнера да добије повратне информације на њихов дизајн.

## Дужина симулације
Ниво напора потребних за отклањање грешака и даље проверавање дизајна пропорционалан је зрелости дизајна. То јест, у почетку пројектовања живота, грешке и неправилно понашање обично су брзо проналажене. Како дизајн сазрева, симулација ће захтевати више времена и ресурса за покретање, а грешке ће се све теже и теже налазити. Ово је посебно проблематично у моделирању компоненти за модерне системе, свака компонента, која мења свој положај у једном ритму на симулацији ће захтевати неколико положаја да симулира.
Једноставан приступ овом питању може да опонаша кола на ФПГА . Формална верификација такође може се посматрати као алтернатива симулације, иако формално, доказ није увек могућ или лак.
Обећавајући начин да се убрза логичка симулација је да се користи дистрибуирани и паралелни прорачуни.
Да би помогли у процени симулације, постоје средства за процену покривености кода, функционални премази и логика премаз алата.

## Догађај симулација против симулације циклуса
Симулација догађаја омогућава да дизајн садржи једноставане привремене информације – кашњење је потребно за пренос сигнала са једног места на друго. Током симулације, промене сигнала се прате у облику догађаја. Промена у одређено време активира догађај после извесног застоја. Догађаји су сортирани по времену, када ће доћи, и када су сви догађаји у одређено време били третирани, симулирано време је прилагођено времену следећег планираног догађаја. Колико брзо догађаји симулације иду зависи од броја обрађених догађаја (збир активности на моделу).
Док симулација догађаја може да пружи неке повратне информације у вези сигнала за синхронизацију, ово није замена за статистику временске анализе,
При симулацији циклуса, није могуће да се утврди кашњење. Тачан модел циклуса се користи, и свако коло се рачуна у сваком циклусу. Цикллична симулација, дакле, ради на сталној брзини, независно од активности на моделу. Оптимизоване реализације могу искористити ниски ниво активности за убрзање симулације, прескакање процене кола чији улази се не мењају. У поређењу са симулацијом догађаја, симулатор циклуса има тенденцију да буде бржи, да скала боље, и боље одговара за хардверско убрзање/емулацију.
Међутим, дизајн чипа указује на смулацију догађаја, добија релативне показатеље захваљујући активностима смањења фактора у колу (због метода, као што су сат кола и снага кола, које постају све више и више у широкој употреби у настојању да се смањи снага дисперзија). У овим случајевима, почев од симулације догађаја, која само симулира потребне догађаје, перформанси не могу бити неповољнији положај за цикличну симулацију. Симулација догађаја такође има предност, већу флексибилност, обрада конструктивних карактеристика је тешка да се носи са симулацијом кола, као што је асинхрона логика и несразмерни сатови. Због ових разлога, практично сва комерцијална логика симулатора има догађаје базиране на могућношћу,чак иако се они првенствено ослањају на технику кола.